# F. Orlin Tremaine
Frederick Orlin Tremaine (7 de enero de 1899-22 de octubre de 1956) fue un editor y escritor de ciencia ficción estadounidense. En ocasiones publicó bajo el seudónimo Warner Van Lorne.

## Biografía
Tremaine trabajó como redactor en varias revistas, como Brain Power (1921-1924), True Story (1924) y Macfadden Fiction-Lover's Magazine (1924-1925).
Cuando William Clayton quebró en 1933, Street & Smith compró la revista pulp Astounding Stories of Super-Science y Tremaine, que había estado trabajando para Clayton en Clues, se convirtió en el segundo editor de la revista. Permaneció en el puesto hasta 1937, y durante ese tiempo hizo de Astounding la revista líder en el por entonces naciente campo de la ciencia ficción pulp, publicando historias tan conocidas como La legión del espacio de Jack Williamson, Twilight de John W. Campbell o En las montañas de la locura de H. P. Lovecraft.
Desmond Hall fue su adjunto en Astounding y juntos se convirtieron en editores fundadores de Mademoiselle, de Street & Smith, en 1935. Tremaine editó ambas revistas hasta su promoción en 1937 y fue sucedido como editor de Astounding por John W. Campbell, Jr.
En 1937 fue nombrado Director Editorial de Street & Smith, cargo que desempeñó durante un año. Entonces formó su propia compañía y produjo la revista de ciencia ficción Comet Stories, de breve duración. Posteriormente trabajó como redactor en Bartholomew House, que publicó las primeras ediciones en rústica de las novelas de Lovecraft The Weird Shadow Over Innsmotuh (1944) y The Dunwich Horror (1945).
Durante los cincuenta números de la revista que publicó, Tremaine, además de convertir a Astounding en la revista de ciencia ficción más importante del momento, lanzó las carreras de autores como L. Sprague de Camp o Eric Frank Russell.